# Otumba
Otumba (del nàhuatl, que vol dir «lloc d'otomíes») és un municipi de l'estat de Mèxic. Otumba és el cap de municipi i principal centre de població d'aquesta municipalitat. Aquest municipi és a la part nord-occidental de l'estat de Mèxic. Limita al nord amb els municipis de Nopaltepec, al sud amb Teotihuacan, a l'oest amb Axapusco i a l'est amb estat d'Hidalgo.